# Mallenahalli, Krishnarajpet
Mallenahalli là một làng thuộc tehsil Krishnarajpet, huyện Mandya, bang Karnataka, Ấn Độ.